# Batalla de Brihuega
La batalla de Brihuega tuvo lugar el 8 de diciembre de 1710 durante la guerra de sucesión española. La retaguardia del ejército aliado que se retiraba de Madrid, compuesta por las tropas británicas lideradas por Lord James Stanhope, fue atacada y derrotada por el ejército franco-español al mando de Luis José de Borbón, Duque de Vendôme. 
Stanhope se rindió junto con casi todos sus hombres supervivientes y fue hecho prisionero. Solo un pequeño destacamento inglés logró llegar a Barcelona, y tras la subsiguiente batalla de Villaviciosa, la alianza formada alrededor de la Casa de Habsburgo empezó a derrumbarse.

## Preludio
Tras las victorias de Almenar (27 de julio) y Zaragoza (20 de agosto), los aliados, partidarios del Archiduque Carlos, conquistaron Madrid por segunda vez: el 21 de septiembre el Archiduque entraba en la ciudad.
Pero la invasión de 1710 resultó ser una repetición de la de 1706. El ejército aliado, que contaba inicialmente con 23 000 hombres, sufrió unas 2000 bajas entre muertos y heridos tras las batallas de Almenar y Zaragoza; las enfermedades y las acciones guerrilleras rebajaron aún más su número, de forma que la fuerza resultante, sin ayuda portuguesa, era totalmente incapaz de ocupar militarmente ambas Castillas.
Las tropas españolas se reorganizaron bajo el mando de Luis José de Borbón, Duque de Vendôme, enviado a las órdenes de Felipe V de España por su abuelo; a estas se sumaron los soldados de la Brigada Irlandesa, así como varios franceses que se alistaron al servicio de España. 
La posición de los aliados en Madrid, evacuada por casi toda la población civil exceptuando a los sectores más pobres, era insostenible. El 9 de noviembre procedieron a abandonar la ciudad, iniciando su retirada hacia Cataluña. El Archiduque se adelantó al resto del ejército junto con 2000 jinetes y llegó a Barcelona a marchas forzadas. El resto del ejército avanzó separado en dos grupos debido a las dificultades para aprovisionar a las fuerzas sobre el terreno si se mantenían unidas. El general Starhemberg lideraba el cuerpo principal, de unos 12 000 hombres, avanzando a un día de marcha de las tropas británicas, unos 5000 hombres a las órdenes de James Stanhope, Primer conde de Stanhope. Semejante distribución era una invitación al desastre contra un general tan capaz como Vendôme.

## La batalla
Enterado del inicio de la retirada, Vendôme partió de Talavera con el grueso de las fuerzas bajo su mando, algo más de 20.000 hombres según todas las fuentes, y comenzó la persecución del ejército aliado en retirada, con sorprendente velocidad e intensidad. Las tropas marcharon día y noche, cruzando a nado y en barcazas el río Henares, y en tan solo unos días atrapó al pequeño grupo de retaguardia inglés liderado por Stanhope. Este, ignorante de la acelerada aproximación del ejército franco-español, había decidido detenerse en Brihuega para dar un descanso a las tropas, y llevaba dos días acantonado en dicho pueblo.
"Nadie de los que me acompañaban", dijo posteriormente el general inglés, "imaginó que hubiera tropas enemigas a menos de varios días de marcha de nosotros, y nuestra desgracia vino causada por la increíble diligencia con la que el ejército enemigo avanzó". Pillado casi por sorpresa, Stanhope apenas tuvo tiempo de enviar un mensajero al grueso de su propio ejército, que se encontraba casi a un día de marcha de Brihuega, antes de que Vendôme y sus hombres le alcanzaran la noche del 8 de diciembre. Las tropas británicas se atrincheraron en el pueblo, esperando poder resistir hasta que llegara la ayuda, mientras el ejército franco-español, superior en una proporción de más de 5 a 1, los rodeaba casi por completo.
A la mañana siguiente se lanzó el asalto por todos los frentes. Las murallas fueron batidas con fuego de artillería, y una batería logró hacer saltar la puerta de la ciudad. En el asalto subsiguiente, los soldados ingleses mantuvieron un fuego graneado sobre los atacantes, causándoles tremendas bajas, y defendiéndose a la bayoneta al agotar la pólvora. Tras repeler varias oleadas, y consciente de que la defensa era ya imposible, Stanhope negoció la rendición, y la tarde del 9 de diciembre los supervivientes de su grupo se rendían en términos honorables.

## Resultado
Al poco de haber firmado las condiciones de capitulación, Vendôme recibió noticias de la aproximación de Guido Starhemberg al mando del resto del ejército aliado, en un intento de auxiliar a Stanhope. Acto seguido procedió a encaminarse a Villaviciosa de Tajuña, donde se les enfrentó al día siguiente, 10 de diciembre, en la que sería llamada batalla de Villaviciosa.
Los soldados ingleses no permanecieron durante mucho tiempo como prisioneros de guerra; en octubre de 1711 fueron canjeados y llevados de vuelta a Inglaterra.